# Büttenhardt
Büttenhardt est une commune suisse du canton de Schaffhouse.

## Géographie

Vue aérienne (1948).

Büttenhardt mesure 4,02 km2.

## Histoire
En 1967, lors de négociations bilatérales germano-suisses destinées à régler le statut de l'enclave allemande de Büsingen, l'Allemagne céda au gouvernement suisse une seconde enclave qu'ils possédaient au nord du bourg de Büttenhardt : Verenahof, qui n'était composée que de seulement trois logements et comptait moins d'une douzaine d'habitants pour une superficie de 428 732 mètres carrés (42,87 ha).

## Démographie
Büttenhardt compte 354 habitants en 2008. Sa densité de population atteint 88 hab./km2.
Le graphique suivant résume l'évolution de la population de Büttenhardt entre 1850 et 2008 :